# Ha-Po'el ha-Mizrachi
Ha-Po'el ha-Mizrachi (hebrejsky: הפועל המזרחי, doslova „Mizrachi dělníci“) byla izraelská politická strana, osadnické hnutí a jeden z předchůdců Národní náboženské strany.

## Historie
Ha-Po'el ha-Mizrachi vznikl v roce 1922 v Jeruzalémě pod sionistickým heslem „Tora va-Avoda“‎ (Tóra a práce), jakožto náboženská sionistická organizace, podporující vznik náboženských kibuců a mošavů, kde je při práci dodržována Halacha. Název pochází z mizrachi sionistické organizace a je hebrejským akronymem náboženského centra (hebrejsky: מרכז רוחני, Merkaz Ruchani).
Do prvních izraelských parlamentních voleb v roce 1949 strana kandidovala na společné kandidátce s názvem Sjednocená náboženská fronta, jejíž součástí byly dále strany Mizrachi, Agudat Jisra'el a Poalej Agudat Jisra'el. Uskupení získalo celkem 16 poslaneckých mandátů, z čehož ha-Po'el ha-Mizrachi získal sedm a stal se tak třetí největší parlamentní stranou, hned po Mapaji a Mapamu. Uskupení Jednotná náboženská fronta byla pozvána do koaliční vlády vedené Davidem Ben Gurionem a poslanec za ha-Po'el ha-Mizrachi, Chajim-Moše Šapira, se stal v první izraelské vládě ministrem pro vnitřní záležitosti, ministrem zdravotnictví a ministrem imigrace.
Sjednocená náboženská fronta sehrála zásadní roli v sesazení první vlády, a to v důsledku neshod s nejsilnější vládní stranou Mapaj nad tématy, jako školství v táborech pro imigranty, systém náboženského vzdělávání a dalšími požadavky, jako bylo zrušení ministerstva zásobování a jmenování obchodníka ministrem obchodu a průmyslu. Premiér Ben Gurion v důsledku koaličních problémů v říjnu 1950 rezignoval. O dva týdny později, po vyřešení problémů, vytvořil svou druhou vládu s týmiž koaličními partnery a ministry jako ve vládě předešlé.
Do voleb v roce 1951 strana kandidovala samostatně pod názvem Tóra a práce - ha-Po'el ha-Mizrachi. Získala osm poslaneckých mandátů a stala se tak čtvrtou největší stranou. Opět byla přizvána do koaliční vlády a zůstala jejím členem po celé čtyři roky funkčního období druhého Knesetu. Šapira setrval ve funkci ministra pro vnitřní záležitosti a navíc byl jmenován ministrem náboženství. Když padla třetí vláda, byl Šapira odvolán z funkce ministra pro vnitřní záležitosti a stal se ministrem sociálních věcí. Do čela předešlého ministerstva se opět dostal v šesté vládě. Z dalších poslanců se stal ministrem Josef Burg, jenž byl ve třetí vládě jmenován ministrem zdravotnictví a ve čtvrté, páté a šesté vládě ministrem poštovních služeb.
Před volbami v roce 1955 se strana spojila se svým ideologickým dvojčetem, stranou Mizrachi, a společně vytvořili Národní náboženskou frontu. Nově vzniklá strana získala jedenáct poslaneckých mandátů (z čehož ha-Po'el ha-Mizrachi získala devět), čímž se stala opět čtvrtou největší, a stala se součástí obou vlád, během funkčního období třetího Knesetu. V roce 1956 byl svazek stran učiněn trvalým a došlo k přejmenování na Národní náboženskou stranu.

## Poslanci Knesetu
| Kneset (počet poslanců) | poslanci |
| ----------------------- | --- |
| 1 (1949–1951) (7)       | Moše Una, Josef Burg, Elijahu Moše Ganchovski, Aharon Ja'akov Grinberg, Zerach Warhaftig, Moše Kelmer (nahrazen Elijahu Mazorem ze strany Agudat Jisra'el dne 11. března 1949), Chajim-Moše Šapira |
| 2 (1951-1955) (8)       | Chajim-Moše Šapira, Moše Una, Jicchak Rafael, Josef Burg, Zerach Warhaftig, Elihahu-Moše Ganhovsky, Moše Kelmer, Michael Chazani                                                                   |
| 3 (1955–1956) (9)       | Moše Una, Josef Burg, Aharon-Ja'akov Greenburg, Zerach Warhaftig, Frija Zoarec, Michael Chazani, Moše Kelmer, Jicchak Rafael, Chajim-Moše Šapira                                                   |